# Julia Soubbotina
Julia Soubbotina (* 1968 in Moskau; kyr. Юлия Субботина) ist eine russische Designerin, Kostüm- und Bühnenbildnerin sowie Malerin.

## Leben
Julia Soubbotina wuchs in Moskau auf, wo sie ab 1981 die Skulpturklasse der Krasnopresnenskaja-Kunstschule besuchte. 1984 machte sie die Bekanntschaft von Vitaly Dmitrievich Linitsky (* 1934, kyr. Виталий Дмитриевич Линицкий), heute Bischof Stefan, einem Künstler der Gruppe „Zwanzig Moskauer Künstler“, die zwischen 1977 und 1987 nonkonformistische Kunst schufen in Räumen der Alternativszene rund um die Malaja-Grusinskaja-Straße in Moskau ausstellten. Soubbotina nahm bei ihm Unterricht in Malen, Zeichnen und Komposition. Bis 1992 studierte sie Bildende Kunst an der Stroganow-Akademie in Moskau.
1991 kam Soubbotina nach Berlin, wo sie an der Hochschule der Künste ein Aufbaustudium in Textilgestaltung bei Barbara Erdmann absolvierte. Nach dem Studium realisierte Soubbotina mehrere Projekte, u. a. mit dem Künstler Javier Salguiero für die Werkstatt der Kulturen.
Seit 2002 arbeitet sie mit dem Theaterregisseur Nikša Eterović zusammen, mit dem sie zuerst das Projekt Don Quichotte – Letzte Reise im Gasometer Schöneberg durchführte. Weitere Kooperationen folgten, u. a. arbeitete sie in seinem Team, das den fünfteiligen James-Joyce-Zyklus realisierte. Der zweite und der vierte Teil dieses Zyklus wurden im Februar 2013 im Samuel Beckett Theatre in Dublin gezeigt.
Julia Soubbotina lebt in Berlin.

## Projekte (Auswahl)
- 1994  „Infinite Motion“, Gruppenausstellung im „Haus der Künstler“, Objekte und Installationen, Krymski Val, Moskau
- 1999 „Nespalnij Wagon“, Ausstellung, Verborgenes Museum, Berlin[5]
- 2004 Kostüme und Bühnenbild für „Fräulein Julie/Bittere Tränen der Petra von Kant“, Regie: Nikša Eterović, Ballhaus Naunynstraße, Berlin
- 2010 Kostüme für „Russischer Pass“ Regie: Elena Rodina, ACUD Theater, Berlin[6]
- 2007–2013 Visuelle Konzeption des Bühnenraums und der Kostüme, fünfteiliger James-Joyce-Zyklus, Regie: Nikša Eterović